# Bedoire
Bedoire (uttalas [bédoar]; franskt uttal: [bɛdwaʁ]), är en släkt av franskt ursprung, som varit etablerad i Sverige sedan 1660-talet. 
Släktens förste representant i Sverige, perukmakaren Jean Bedoire den äldre (död 1721), var reformert kristen och lämnade sitt land under trycket från den katolskt dominerade statsmakten.
Den 31 december 2018 var 57 personer med efternamnet Bedoire folkbokförda i Sverige.

## Historik
Släkten Bedoire inkom till Sverige med perukmakaren Jean Bedoire den äldre (död 1721) från Saintonge i Frankrike. Han bosatte sig i Stockholm och erhöll burskap på sitt yrke 1672. Från perukmakeriet övergick han till en lönande handel främst med import av franskt vin och franska varor, huvudsakligen peruker och textilier, samt exporterade koppar och mässing. Han hade anknytning till det av Colbert grundade Compagnie du Nord.
Jean Bedoire den äldre hade flera barn, av vilka Jean Bedoire den yngre (1683–1753) framstår som den mest bemärkta. Han övertog faderns handelsrörelse och startade bankverksamhet. Han var den största vinimportören i Sverige och en av landets rikaste män. Han och hans familj kom att räknas till den så kallade Skeppsbroadeln, en beteckning som markerade social ställning oberoende av verkligt adelskap.
Bland familjemedlemmarna märks brukspatronen Jean Fredric Bedoire (1747–1830) och direktören Frans Bedoire (1690–1742) vid Svenska Ostindiska Compagniet. En son till den senare Jean (1728–1800) adlades de Bedoire. Han var ogift och fick inga efterkommande.
Bland nutida släktmedlemmar märks författaren och arkitekturhistorikern Fredric Bedoire (född 1945).

## Personer med efternamnet Bedoire

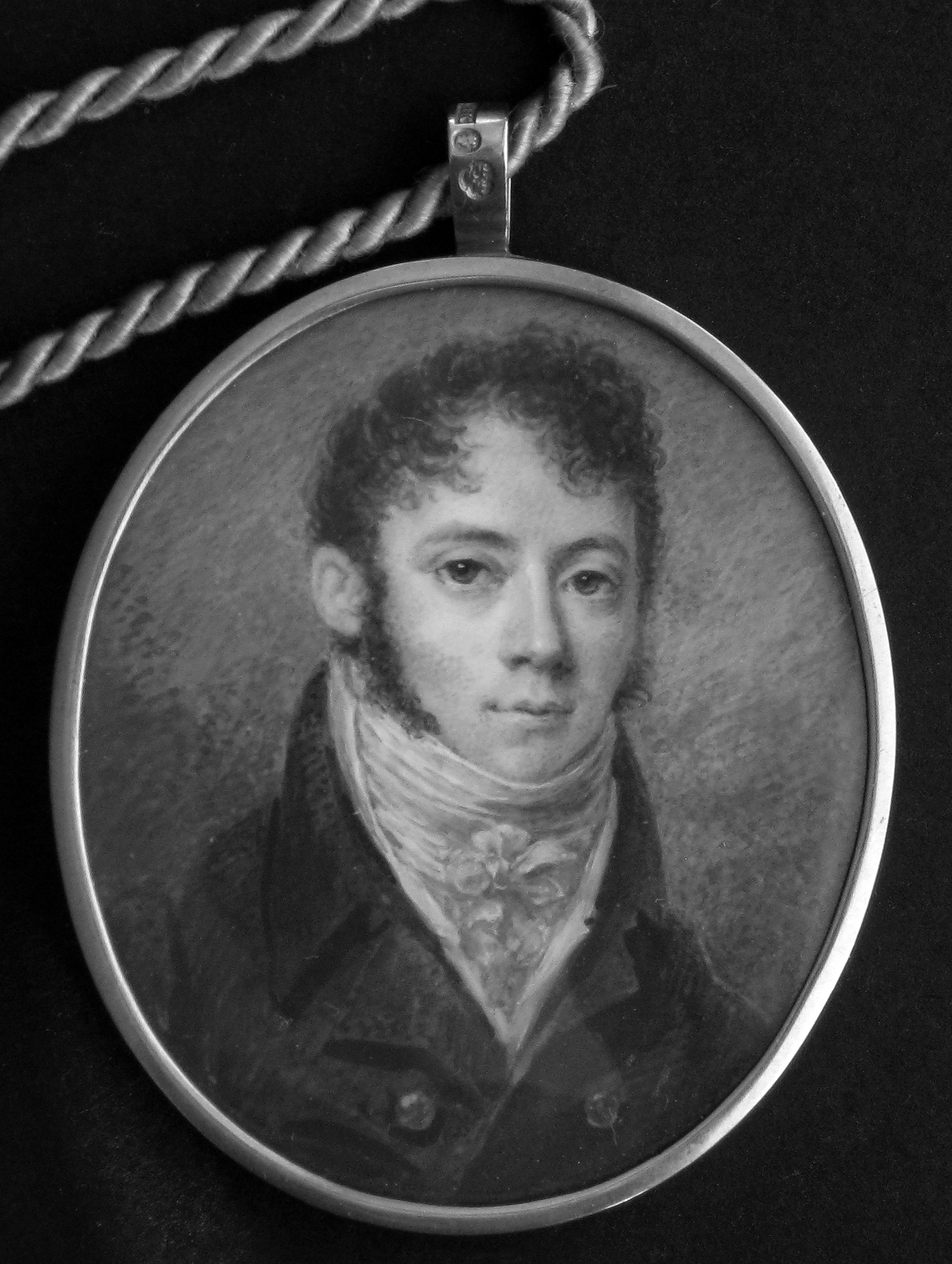
Carl Fredric Bedoire 1785–1839. Brukspatron på Västanfors och därefter på Bjurfors bruk. Miniatyr, gouache på elfenben, ca 1804.

- Elis Bedoire (1844–1883), ingenjör och uppfinnare
- Frans Bedoire (1690–1742), affärsman, en av grundarna av Ostindiska kompaniet
- Fredric Bedoire (född 1945), arkitekturhistoriker
- Jean Bedoire, flera personer
  - Jean Bedoire  den äldre (död 1721), perukmakare och köpman
  - Jean Bedoire den yngre (1683–1753), grosshandlare
  - Jean Frederic Bedoire (1747–1830), företagsledare
  - Jean de Bedoire (1728–1800), svensk agent och generalkonsul i Lissabon, adlad

## Släkttavla (urval)
- Jean Bedoire  den äldre (död 1721), perukmakare och köpman
  - Jean Bedoire den yngre (1683–1753), köpman  
    - Maria Christina Bedoire (1711–1742), gift med Frans Jennings, naturaliserad svensk adelsman[5]
    - Charlotte Bedoire (1712–1773), gift med Jean-Henry le-Febure, adlad le Febure (1708–1757)[6]
    - Magdalena Bedoire (död 1751), gift med Herman Petersen (1713–1765), direktör i Ostindiska kompaniet 
      - barnen adlade af Petersens

    - Fredric Bedoire (ca 1714–1748), stamfar till den fortlevande grenen, gift med Charlotta Bedoire (1725–1808) i hennes 1:a äktenskap
      - Jean Frederic Bedoire (1747–1830), bruksägare Gysinge

  - Frans Bedoire (1690–1742), direktör i Ostindiska kompaniet
    - Charlotta Bedoire (1725–1808), gift (1) med Frederic Bedoire, (2) med Herman Petersen i dennes 2:a äktenskap
    - Jean de Bedoire (1728–1800), svensk agent och generalkonsul i Lissabon, adlad